# Lagoa do Ginjal
Lagoa do Ginjal é uma lagoa de pequena profundidade localizada na parte sueste da região central da ilha Terceira (freguesia do Porto Judeu), com cerca de 0,9 ha de área permanentemente alagada, mas que se estende até aos 1,6 ha na época das chuvas. Dada a baixa profundidade, resultado do acentuado assoreamento a que tem estado sujeita nas últimas décadas devido à arroteia das áreas marginais, está quase completamente recoberta por uma densa população de Potamogeton e Juncus. O local é considerado importante para observação de aves, especialmente aves aquáticas que migram no Atlântico Norte.

## Descrição
Como a grande maioria das lagoas da ilha Terceira, também aqui se trata de uma pequena, mas encantadora lagoa, de águas serenas onde o silêncio é rei. Encontra-se enquadrada na zona da Planície da Achada a mais antiga cratera vulcânica da ilha Terceira com os bordos da cratera distando entre si mais de quinze quilómetros, tendo os seus limites na Serra da Ribeirinha a poente, o Complexo desmantelado da Serra do Cume a Nascente e a norte a Serra do Morião (ou da Nasce Água).
Alberga nas suas águas alguma da flora típica das zonas húmidas dos Açores que por lhe passar perto uma estrada tem sido sujeita a vários atentados ecológicos. As suas águas são provenientes de escorrências vindas das elevações próximas que apesar de não serem muito altas colectam bastante humidade dado que esta zona se situa numa cota de muitos nevoeiros. É ponto de paragem para patos e limícolas, sendo frequente e presença de aves migratórias, especialmente no outono.
Sobre esta lagoa, Jerónimo Emiliano de Andrade, na sua Topografia da Ilha Terceira, obra editada em 1845, afirma:
A Lagoa do Ginjal, junto ao Pico do Vime, é a maior, a mais frequentada e a única que nunca se seca. Conterá quatro a cinco alqueires de terreno. Ali, no verão, concorre a mocidade angrense à pesca dos peixes de água doce que ela cria, e de que se abastecem os tanques dos jardins particulares. Seria um dos lugares de maior recreio da ilha se as suas margens fossem assombradas de arvoredos. A incúria dos proprietários daqueles campos tem privado o público deste gozo, e a si mesmo do grande produto que lhe poderia provir das suas madeiras.